# 윤형진
윤형진(1977년 9월 13일 ~ )은 KIA 타이거즈의 전 야구 선수다. 1996년 해태 타이거즈에 지명되었으나 대학 진학을 선택했고 이후 2000년에 해태 타이거즈에 정식 입단했다. 2000년에는 선발, 2001년에는 계투로 팀에서 핵심적인 역할을 맡았으나 이후로는 입지가 줄어들어 많은 경기에 나서지 못하다가 2007년을 끝으로 은퇴했다.

## 출신 학교
- 인천고등학교
- 건국대학교

## 같이 보기
- 2001년 해태 타이거즈 / KIA 타이거즈 시즌